# Woodinville, Washington
Woodinville là một thành phố nằm trong quận King thuộc tiểu bang Washington, Hoa Kỳ.
Thành phố này được đặt tên theo. Theo điều tra dân số của Cục điều tra dân số Hoa Kỳ năm 2010, thành phố có dân số 10.938 người.

## Lịch sử
Trước khi định cư tại Anh, khu vực Woodinville đã có người ở Sammamish.
Năm 1871, Ira Woodin và vợ của ông, Susan, chuyển từ Seattle và đi du lịch trên sông Sammamish để xây dựng một cabin, gỗ và gia súc. [6] Một thị trấn dần dần được xây dựng xung quanh cabin, phục vụ như là trường học đầu tiên và Bưu điện, với Susan Woodin như Postmaster. Woodin và con rể Thomas Sanders thành lập cửa hàng tổng hợp đầu tiên.
Giống như các thị trấn gần đó, Woodinville bắt đầu như là một cộng đồng khai thác gỗ, trở thành trung tâm nông nghiệp vào những thập niên đầu của thế kỷ 20, và phát triển thành một vùng ngoại ô của Seattle sau Thế chiến II. Năm 1969, các ban nhạc rock bao gồm Led Zeppelin và The Guess Who biểu diễn tại Lễ hội nhạc Pop Seattle tại Công viên Gold Creek ở Woodinville.
Sự phát triển của Bothell vào đầu những năm 1990 đã dẫn đến kế hoạch hợp nhất Woodinville; Cư dân của Woodinville trả lời bằng cách bỏ phiếu cho việc thành lập vào năm 1992. Woodinville chính thức được thành lập vào ngày 31 tháng 3 năm 1993.

## Địa lý
Theo Cục điều tra dân số Hoa Kỳ, thành phố có diện tích km2, trong đó có km2 là diện tích mặt nước.